# Robert Reisz

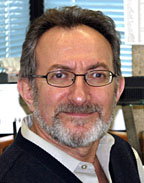
Robert Reisz

Robert Rafael Reisz  (* 27. August 1947 in Oradea, Rumänien)  ist ein kanadischer Paläontologe. Er ist Professor an der University of Toronto und bekannt für Untersuchungen über frühe Amnioten und Landwirbeltiere (Tetrapoden).

## Leben
Reisz studierte an der McGill University mit dem Bachelor-Abschluss 1969, dem Master-Abschluss 1971 und wurde dort 1975 bei Robert L. Carroll in Paläontologie promoviert. Nach zwei Jahren als Gastdozent an der University of California, Los Angeles wurde er Professor in Toronto.
Er grub in Nordamerika, Afrika und Europa nach Wirbeltierfossilien des Paläozoikums und frühen Mesozoikums, teilweise finanziert von der National Geographic Society.
Er war Gastwissenschaftler am Paläontologischen Institut der Russischen Akademie der Wissenschaften in Moskau (1989 bis 2003) und am Muséum national d’histoire naturelle in Paris (2000 bis 2003) und ist seit 1975 mit dem Royal Ontario Museum in Toronto verbunden, seit 1998 mit dem Field Museum in Chicago und seit 1980 mit dem Carnegie Museum of Natural History in Pittsburgh. 2006 erhielt er den Humboldt-Forschungspreis. 2007 wurde er Fellow der American Association for the Advancement of Science, 2009 Fellow der Royal Society of Canada. 2011 wurde er Ehrenmitglied der Society of Vertebrate Paleontology.
2006 bis 2010 war er Herausgeber des Journal of Vertebrate Paleontology.
1972 entdeckte er in Nova Scotia Archaeothyris aus dem Oberkarbon, den frühesten bekannten Vertreter der Amnioten-Linie, die zu den Säugern führt. Er fand 2000 mit Kollegen Hinweise auf einen der frühesten Vertreter zweibeiniger Fortbewegung bei Reptilien (Eudibamus cursoris, ein Bolosauridae aus dem Perm von Deutschland). Mit Hans-Dieter Sues und anderen veröffentlichte er 2005 den Fund eines Nestes mit Eiern und Embryos von frühen Prosauropoden (Massospondylus carinatus) des unteren Jura in Südafrika (Elliott Formation). Das sind gleichzeitig die bisher ältesten bekannten Dinosaurier-Embryos. 1977 ordnete er Petrolacosaurus als frühesten bekannten Diapsiden ein.
1996 ordnete er mit Michel Laurin Tetraceratops bei den Therapsiden ein, der somit das älteste bekannte Therapsid ist.

## Schriften
- Petrolacosaurus, the oldest known diapsid reptile. Science, Band 196, 1977, S. 1091–1093.
- mit M. J. Heaton: The origin of mammal-like reptils, Nature, Band 288, 1980, S. 193
- Pelycosauria, in Peter Wellnhofer (Hrsg.), Handbuch der Palaeoherpetologie, G. Fischer 1986
- mit Michel Laurin: Owenetta and the origin of turtles. Nature, Band 349, 1991, S. 324–326.
- mit Michel Laurin: A reevaluation of early amniote phylogeny. Zoological Journal of the Linnean Society. Bd. 113, Nr. 2, 1995, S. 165–223
- mit Michel Laurin: The osteology and relationships of Tetraceratops insignis, the oldest known therapsid. In: Journal of Vertebrate Paleontology, Band 16, 1996, S. 95–102.
- The origin and early evolutionary history of amniotes. TREE,  Band 2 (6), 1997, S. 218–222.
- mit Michel Laurin: A new perspective on tetrapod phylogeny, in: S. Sumida,  K. L. M. Martin, The Origin of Amniotes: Completing the Transition to Land, 1997, S. 8–58.
- mit Hans-Dieter Sues: Origins and early evolution of herbivory in tetrapods. TREE,  Band 13.4, 1998, S. 141–145.
- mit H. D. Sues: Herbivory in Late Paleozoic and Triassic Terrestrial Vertebrates, in: H. D. Sues, Evolution of Herbivory in Terrestrial Vertebrates, Cambridge Univ. Press., 2000, S. 9–41.
- mit Diane Scott, H.-D. Sues, David C. Evans, Michael A. Raath: Embryos of an Early Jurassic prosauropod dinosaur and their evolutionary significance, cience 309, 2005, S. 761–764, Abstract
- mit H.-D. Sues: The 'feathers' of Longisquama. Nature, Band 408, 2000, S. 428.
- mit David S. Berman, Amy C. Henrici, S. S. Sumida, T. Martens: Early Permian Bipedal Reptile,  Science 290, 2000, S. 969–972, PMID 11062126.
- mit M. M. Smith: Lungfish dental pattern conserved for 360 million years,  Nature, Band  411, 2001, S. 548–550.
- mit N. Rybczynski: Earliest evidence for efficient oral processing in a terrestrial herbivore. Nature, Band 411, 2001, S. 684–687.
- Cranial anatomy of basal diadectomorphs and the origin of amniotes, in J. S. Anderson, H.-D. Sues: Major transitions in vertebrate evolution (Life of the past), Indiana University Press 2007, S. 351–377.
- mit J. J. Head: Turtle origins out to sea, Nature, Band  456, 2008, S. 450–451.